# Jan Skácel (politik)
Jan Skácel (13. září 1934 Pardubice – 17. listopadu 2018 Praha) byl český nacionalistický politik pohybující se na krajní pravici, v době existence Národní strany její místopředseda, k roku 2015 předsedou Českého hnutí za národní jednotu a místopředsedou Národní demokracie.
V roce 1990 kandidoval do Sněmovny lidu Federálního shromáždění za Československou stranu socialistickou. Od roku 1992 člen, posléze místopředseda Národně demokratické strany, ze které odchází v roce 1998. V roce 2004 kandidoval za senátní obvod č. 22 – Praha 10 do Senátu za České hnutí za národní jednotu. Od roku 2000 předseda Vlastenecké fronty a přípravného výboru Národního sjednocení, jehož byl předsedou v letech 2002–2003. Napsal předmluvu k novému překladu Protokolů sionských mudrců (2015).

## Rodina
Pocházel z pardubické podnikatelské rodiny. Děd i otec Jana Skácela byli členy předmnichovské Československé národní demokracie. Jeho matka vstoupila v roce 1945 na doporučení bývalého živnostenského tajemníka Františka Přeučila do Československé strany národně socialistické a současně rozšířila rodinnou továrnu na zpracování slídy, která v roce znárodnění zaměstnávala 155 pracovníků. V roce 1947 se stala členkou představenstva ČSNS a za tuto stranu zasedala i v Ústřední radě žen. V roce 1950 byla zatčena a spolu s Janovým nevlastním otcem odsouzena k dvaceti pěti letům žaláře, nevlastní otec k jedenácti. Oba byli propuštěni na amnestii presidenta republiky v roce 1960.